# David Granger
David Arthur Granger (Georgetown, 15 juli 1945) is een Guyanees politicus en voormalig militaire officier. Hij was van 2015 tot 2020 de president van Guyana. 
Granger diende enige tijd als commandant van de Guyana Defence Force en vervolgens als National Security Adviser van 1990 tot 1992. Van 2012 tot 2015 was hij oppositieleider in de Nationale Assemblee van Guyana.
Granger was presidentskandidaat van de oppositiecoalitie in de algemene verkiezingen van november 2011, maar werd verslagen. Hij werd verkozen tot president in de algemene verkiezingen van mei 2015.
Op 21 december 2018 verloor hij een motie van wantrouwen. Er werd pas na lange tijd verkiezingen uitgeschreven en deze vonden op 2 maart 2020 plaats. Diverse internationale partijen hielden toezicht bij de verkiezingen. Granger eiste de overwinning op ondanks waarnemersgroepen en diplomaten uit de Verenigde Staten en de Europese Unie die onregelmatigheden hadden opgemerkt. De uitslag werd fel aangevochten en na een nationale hertelling werd op 2 augustus 2020 de macht overgedragen aan de oppositiepartij Progressive People's Party met de presidentskandidaat Irfaan Ali.